# Planety (singel)
Planety – singel polskiego piosenkarza Mateusza Ziółki z jego debiutanckiego albumu studyjnego, zatytułowanego Na nowo.

## Geneza utworu i historia wydania
Utwór napisali i skomponowali Jarosław Baran, Jurand Wójcik, Katarzyna Chrzanowska, Łukasz Bartoszak, Marcin Piotrowski, Mateusz Ziółko i Przemysław Puk.
Singel ukazał się w formacie digital download 7 czerwca 2017 w Polsce za pośrednictwem wytwórni płytowej Warner Music Poland. Kompozycja została umieszczona na debiutanckim albumie studyjnym Mateusza Ziółki – Na nowo.
Do utworu powstał teledysk, który udostępniono 13 czerwca 2017 za pośrednictwem serwisu YouTube.

## Pozycje na listach airplay
| Kraj   | Lista             | Najwyższa pozycja |
| ------ | ----------------- | ----------------- |
| Polska | OLiA              | 23                |
| Polska | AirPlay – Nowości | 1                 |